# Siloam (kršćanski rock sastav)
Siloam je kanadski kršćanski rock sastav. Glazba koju sviraju je spoj melodičnog hard rocka, melodičnog rocka s komercijalnim arenskim heavy metal tendencijama.
Ime Siloam dolazi od lokacije u Jeruzalemu.

## Članovi
Postava:
- Lee Guthrie – vodeći vokal
- Tim Laroche – gitara
- Ken Maris – klavijature
- Chad Everett – bas-gitara
- Brian Lutes - bubnjevi

## Diskografija
Objavili su albume:
- Sweet Destiny, Image 7, 1991.
- Dying To Live, Ocean Records, 1995.
- Crock, 1997.

## Vanjske poveznice
- (eng.) Heavenly Hard-Rock Siloam 'Dying To Live' (1995)
- (eng.) Heavenly Hard-Rock Siloam 'Crock' (1996)
- (eng.) Discogs
- (eng.) Rate Your Music Siloam - Sweet Destiny